# Серафима Антиохијска
Света мученица Серафима је хришћанска светитељка. Рођена је у Антиохији. Живела је у дому неке Савине, сенаторке, коју је обратила у хришћанство. Када је чуо за њу Вирил, мучитељ хришћана, наредио је да њу доведу пред њега. Пошто је Серафима остала непоколебљива у својој вери, наредио је мучитељ, да се баци у тамницу. Вирил је послао неке младиће да је силују. Серафима се молила Богу у тамници, када су младићи стигли пред тамничка врата. У хришћанској традицији помиње се да је ту наједанпут забљештао пред њима анђео Божји са мачем у руци, и они су пали као мртви, потпуно несвесни и раслабљени. Сутрадан је мучитељ замолио Серафиму, те молитвом повратила младиће свести. Приписујући све ово магији Вирил је наредио да Серафиму најпре пале свећама, а по том да је бију штаповима. Међутим док су њу били, одломии се један комад штапа, одскочи и ударии Вирила у очи, од чега је он ослепео. Најзад су јој мачем одсекли главу. Савина је сахранила њено тело. Хришћани верују да њене мошти исцељују људе од болести. Серафима је пострадала због вере у Исус Христос за време владавине цара Адријана (117—138).
Српска православна црква слави је 29. јула по црквеном, а 11. августа по грегоријанском календару.